# Alf Hansen
Alf John Hansen (født 13. juli 1948 i Oslo) er en norsk tidligere roer og olympisk guldvinder.
Alf Hansen deltog første gang ved OL i 1972 i München, hvor han var med i den norske firer med styrmand. Nordmændene blev sidst i indledende heat, men en tredjeplads i opsamlingsheatet gav dem adgang til semifinalen, hvor de blev nummer fem. En tredjeplads i B-finalen gav dem en samlet niendeplads i konkurrencen.
Derefter skiftede han til dobbeltsculler, hvor han sammen med sin bror Frank Hansen fejrede store triumfer i anden halvdel af 1970'erne. Således vandt de VM-guld i henholdsvis 1975, 1978 og 1979. Ved OL 1976 i Montreal var brødrene Hansen derfor blandt favoritterne. Efter overlegne sejre i indledende runde og i semifinalen (i begge med ny olympisk rekord) blev de presset lidt mere i finalen, men vandt dog med over to sekunder ned til briterne på andenpladsen og yderligere mere end to sekunder ned til den sovjetiske båd på tredjepladsen. Det blev Norges eneste guldmedalje ved disse lege, og for præstationen modtog brødrene Hansen Fearnsleys olympiske ærespris.
Ved OL 1984 var Alf Hansen norsk flagbærer ved åbningsceremonien. Efter at hans bror Frank havde indstillet karrieren, stillede Alf Hansen denne gang op med Rolf Thorsen i dobbeltsculleren, og denne duo havde haft pæn succes ved de foregående verdensmesterskaber, idet de vandt bronze i 1981, guld i 1982 og sølv i 1983. Uden østeuropæiske deltagere (på grund af deres boykot af legene) var parret derfor blandt favoritterne, men de klarede sig overraskende dårligt, idet de efter en tredjeplads i både indledende heat og i opsamlingsheatet kun kom i B-finalen, hvor de blev nummer fire og dermed nummer ti ud af de elleve deltagende nationer.
Hansens sidste OL blev 1988 i Seoul. Her stillede han op i dobbeltfireren, og den norske båd havde ved VM i 1987 vundet sølv, så de var blandt favoritterne. De vandt deres indledende heat og semifinaleheat, men italienerne havde i deres semifinale sat ny olympisk rekord, og i finalen vandt de da også med 1½ sekunds forspring til Norge, der dermed vandt sølv, mens Østtyskland vandt bronze.
Han indstillede sin karriere efter VM i 1991, hvor han med dobbeltfireren i en alder af 43 år var med til at blive nummer seks.

## OL-medaljer
- 1976:  Guld i dobbeltsculler
- 1988:  Sølv i dobbeltfirer